# Rueda Cyr

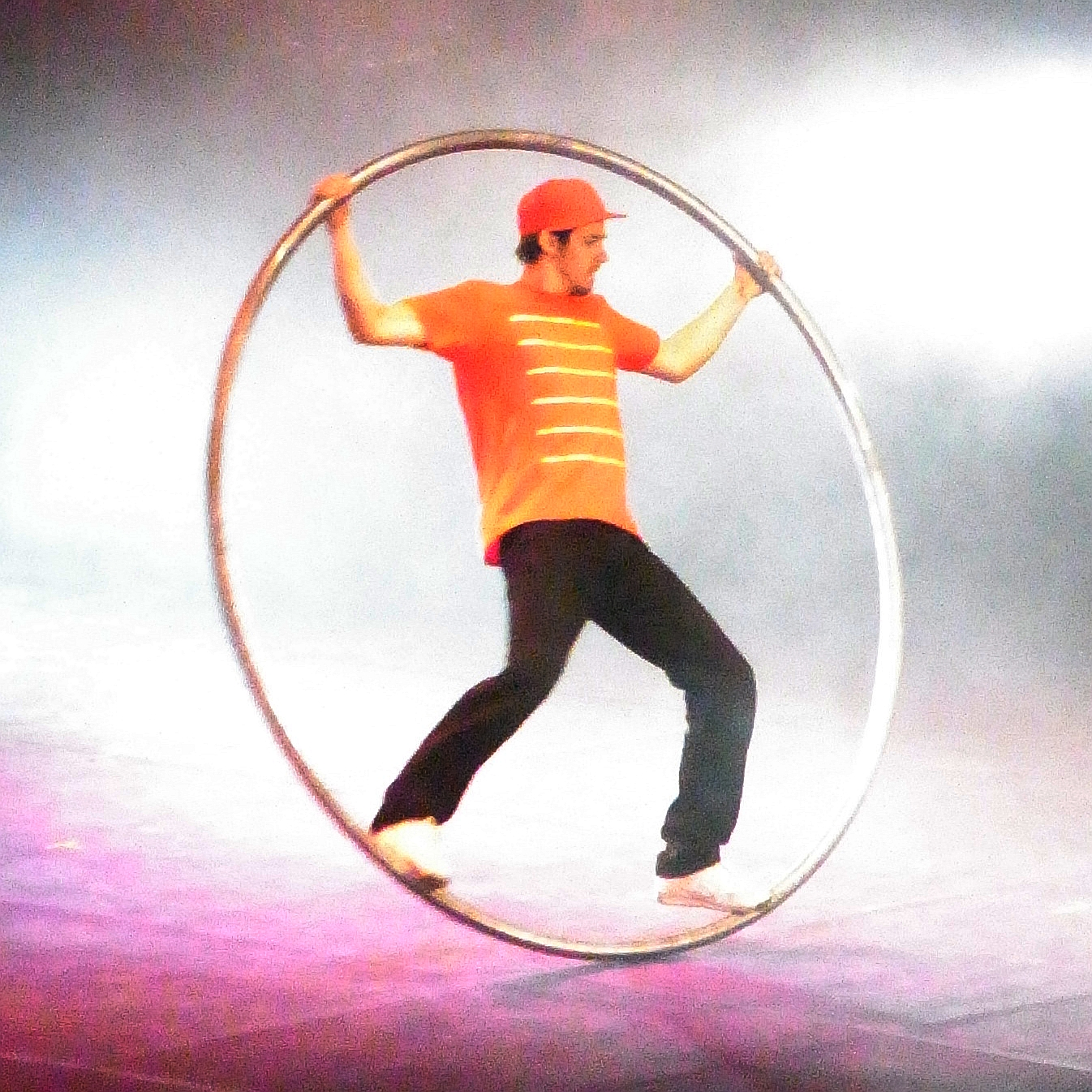
Intérprete de Urbanatix en Nordsternpark en el festival ExtraSchicht 2011 de Ruhr

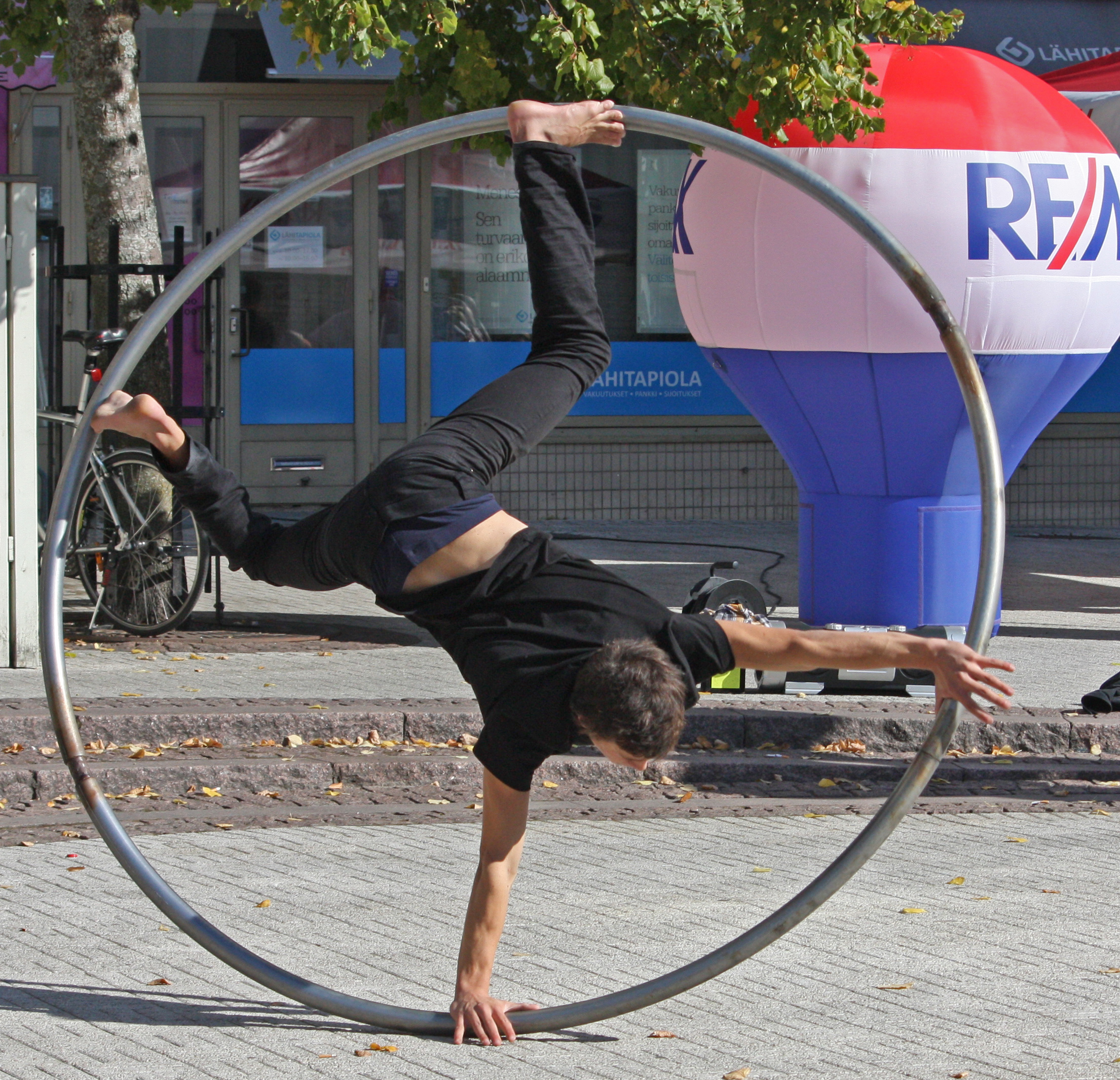
Artista callejero durante Sirkusmarkkinat en Kerava en 2013 (Festival del Circo)

La rueda Cyr, también conocida como roue Cyr, rueda mono o rueda simple, es un aparato acrobático compuesto por un solo anillo grande hecho de aluminio o acero, que es más alto que el ejecutante y tiene un diámetro de aproximadamente 10 a 15 cm. El artista se para dentro de la rueda Cyr y sujeta el borde, lo que hace que la rueda gire y rote giroscópicamente mientras realiza movimientos acrobáticos dentro y alrededor de la rueda en movimiento. Aunque tiene algunas similitudes con la rueda alemana en términos de movimientos y vocabulario, la rueda Cyr moderna consta de un solo anillo sin asas, a diferencia de la rueda alemana que tiene dos anillos unidos por barras transversales horizontales y asas para el ejecutante. El nombre "rueda Cyr" se deriva de Daniel Cyr, quien revivió su popularidad como aparato de circo a finales del siglo XX.
La rueda Cyr necesita una superficie firme y que no resbale, como una pista de baile, hormigón o escenario, y un espacio de actuación relativamente amplio.

## Origen
Hay registros de personas que usaron un aparato similar como equipo deportivo durante mediados del siglo XX en Alemania, donde se lo denominó Einreifen o mono rueda, habiendo sido desarrollado por Adalbert von Rekowski como una variación de El popular Rhönrad (rueda alemana) de Otto Feick, que está hecho de dos anillos de metal paralelos y se asemeja a una gran rueda de hámster.

## Construcción
Las ruedas Cyr modernas suelen estar hechas de tubos de acero inoxidable o tubos de aluminio de aproximadamente 1,5 pulgadas (38,1 mm) de diámetro. A menudo se componen de 3 o 5 piezas individuales unidas entre sí por acoplamientos de acero o aluminio. Se pueden pintar y cubrir con una capa de plástico antideslizante para aumentar la fricción y proteger el metal.
Las ruedas más pequeñas giran más rápido, funcionan mejor para espacios más pequeños y hacen que los trucos "sin manos" sean más fáciles que las ruedas más grandes. Las ruedas más grandes son más elegantes y hay más espacio para suspensiones.

## Popularidad
Alrededor de 1996, la construcción de la rueda fue adaptada y desarrollada como un aparato de circo por Daniel Cyr, graduado de la EÉcole nationale de cirque de Montreal y cofundador de la compañía de circo contemporáneo Cirque Éloize. Cyr afirma que se le ocurrió la idea de un gran hula hoop y un viejo perchero circular de hierro forjado. Su diseño para la rueda pasó por varias iteraciones, evolucionó del acero al aluminio, agregó un revestimiento de PVC y, finalmente, implementó un diseño de varias partes que se podía desmontar para facilitar el transporte. Cyr actuó por primera vez con el aparato en la producción de Cirque Éloize de Excentricus, que realizó una gira por América del Norte, Europa y Asia entre 1997 y 2002. Posteriormente presentó un acto de circo de ruedas Cyr en el Festival Mondial du Cirque de Demain de 2003 en París y ganó la Medalla de Plata por su actuación.
Desde su reciente popularización como habilidad circense, cientos de artistas circenses de todo el mundo han actuado en la rueda y ahora se enseña en varias de las principales escuelas de circo. La Federación de Gimnasia sobre Ruedas de EE. UU. y la International Rhoenradturnen Verband, con la asistencia significativa de entrenadores y atletas de la Escuela Nacional de Circo de Montreal, desarrollaron reglas para la competencia de ruedas Cyr. La primera competencia de este tipo se llevó a cabo en Chicago en octubre de 2011 y el primer campeonato mundial en la competencia de ruedas Cyr se llevó a cabo durante el 10.º Campeonato Mundial de Gimnasia con Ruedas, del 7 al 14 de julio de 2013 en Chicago.
Las escuelas profesionales de circo que ofrecen formación avanzada en la rueda Cyr incluyen: la ÉEcole Supérieure des Arts du Cirque (ESAC) de Bélgica, el Centro Nacional de las Artes del Circo del Reino Unido, el Centre national des arts du cirque (CNAC) de Francia, la École nationale de cirque (ENC) en Montreal, el Instituto Nacional de Artes del Circo (NICA) en Australia, el Instituto Nacional de Artes do Circo (INAC) en Portugal.

## Movimientos
- El vals: el artista se para dentro de la rueda Cyr y gira 360 en un patrón de círculo continuo, asemejándose a la danza, el vals.[11]
- Superman: con la rueda Cyr girando en círculos, el artista se agarra con las manos y patea con las piernas en una posición de dominadas, asemejándose al héroe del cómic Superman.
- Moneda: con la rueda de Cyr girando, el ejecutante bloquea los hombros y obliga a la rueda de Cyr a girar planamente, asemejándose a una moneda que pierde velocidad después de girar sobre su borde. Este truco se puede realizar boca arriba o boca abajo.
- Rueda de carro: el artista se para dentro de la rueda Cyr y rueda a lo largo de su borde en ángulo, dibujando un círculo en el suelo.
- Órbita: el ejecutante se para en el centro de la rueda Cyr, permanece en un lugar y hace girar la rueda Cyr a su alrededor en incrementos de 180.[12]
- Boomerang: de pie fuera de la rueda Cyr, el artista la aleja de ellos en un giro plano, por sí sola, la rueda Cyr se arquea alrededor de ellos y en algún momento regresa a su punto de partida donde es atrapada por el artista, asemejándose a la acción de un búmeran
- Comienzo del patín: con un pie en la rueda, el ejecutante empuja con el otro pie como si estuviera montando una patineta. Luego agregan el "pie de empuje" a la rueda Cyr y continúan girando.
- Comienzo oscilante: con ambos pies en el suelo, el competidor gira la rueda para generar impulso, luego pisa rápidamente la rueda con ambos pies y continúa girando.